# Ганк (Нідерланди)
Ганк (нід. Hank) — село в нідерландській провінції Північний Брабант. Входить до муніципалітету Алтена.
Його площа становить 24,60 км², а населення станом на 2021 рік складало 4 330 осіб.
Перша згадка про населений пункт датується 1851 роком.

## Галерея

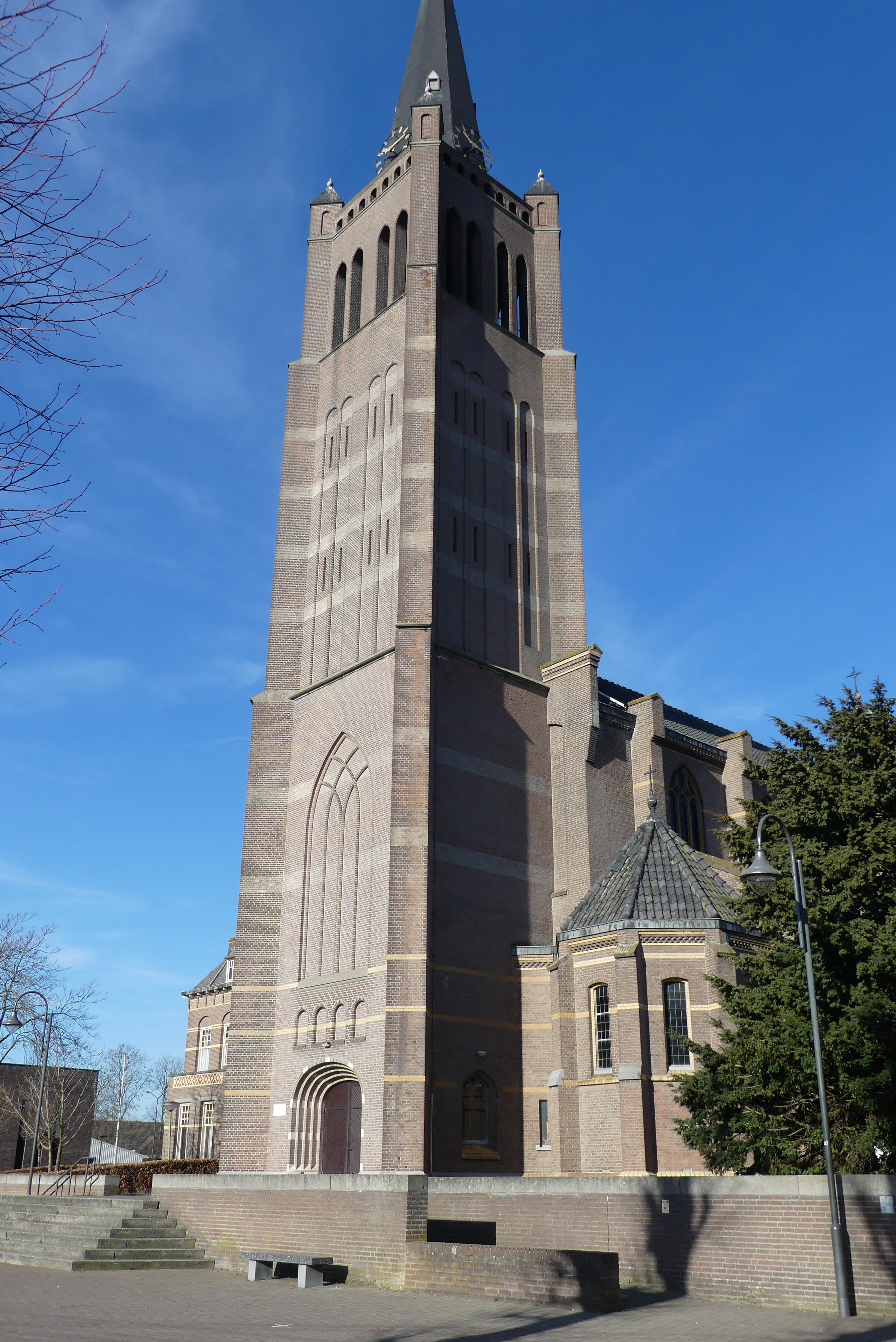
Католицька церква
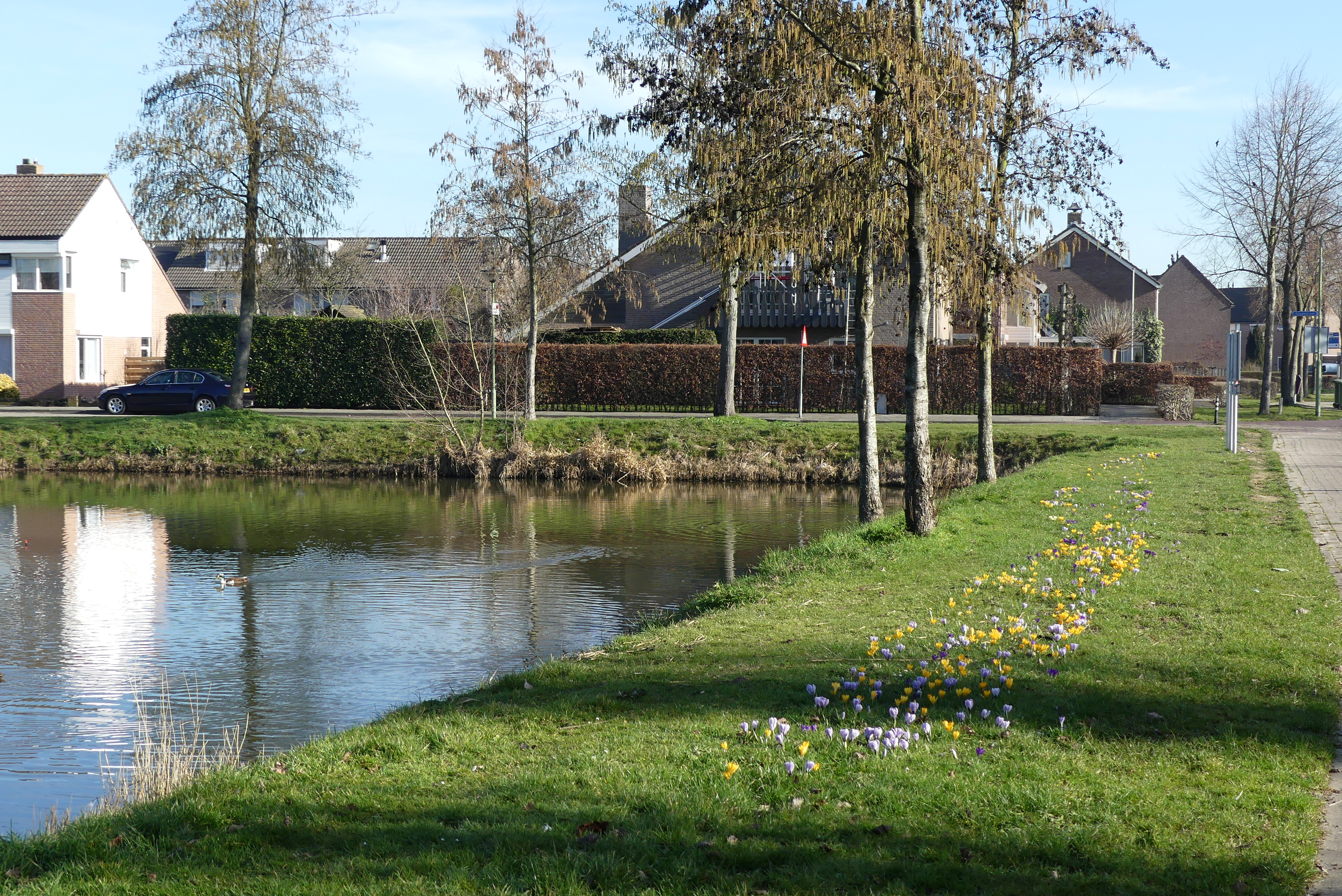
Сільський став
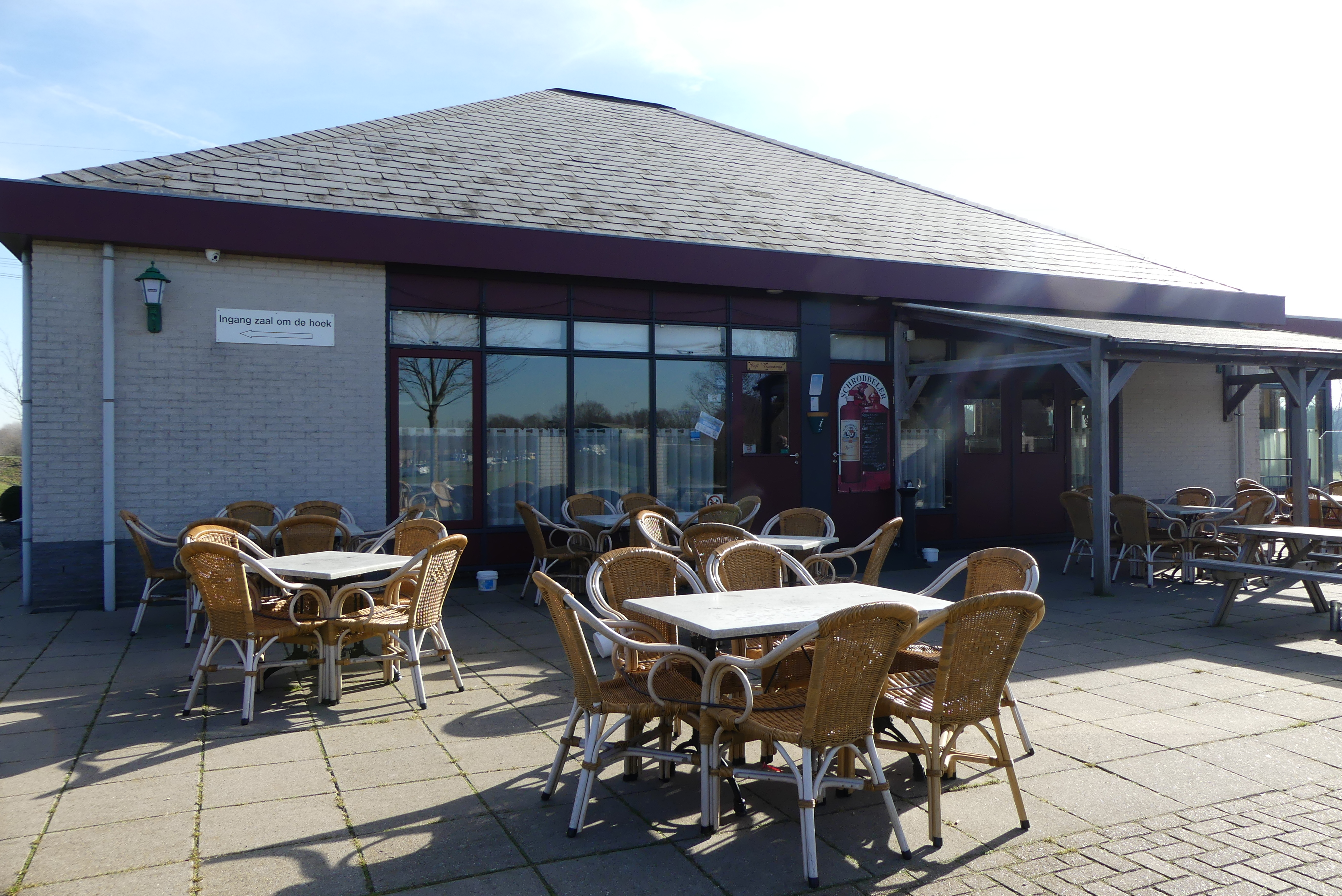
Кафетерій поблизу марини
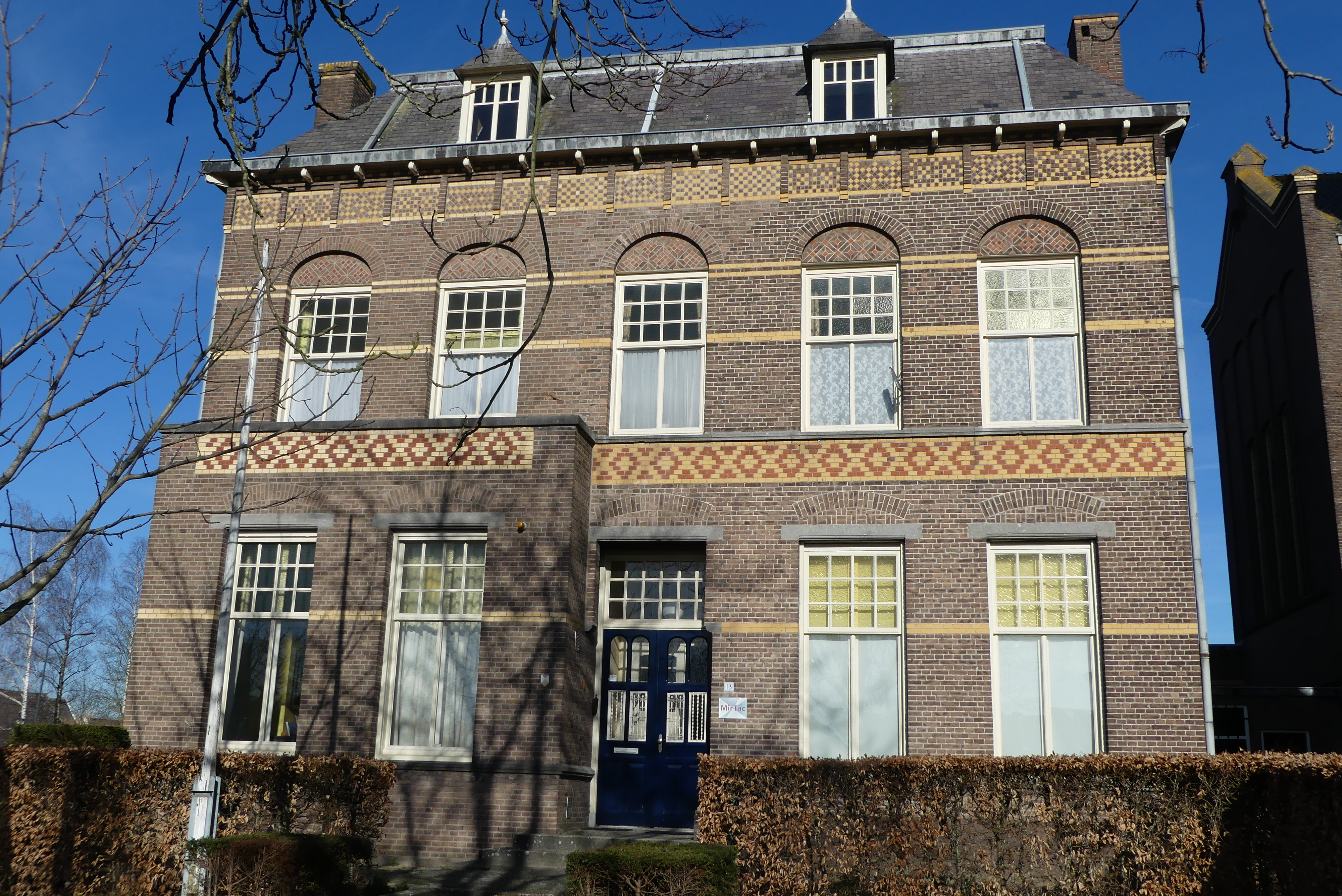
Будинок в Ганку